# Bruno Saltor
Bruno Saltor Grau, surnommé Bruno, né le 10 janvier 1980 à El Masnou, est un footballeur espagnol évoluant au poste de défenseur latéral droit ou gauche du début des années 2000 à la fin des années 2010.

## Biographie
Formé à l'Espanyol de Barcelone en tant que milieu de terrain, le joueur ne s'imposera jamais en équipe première (seulement un seul match joué). Après un prêt en division inférieure au Nàstic Tarragone, il est transféré à Lleida où il joue dorénavant en tant que défenseur latéral droit. Après trois saisons passées au sein du club catalan, il rejoint Almería où il montera en première division en 2007. En 2009, il décide de rejoindre son ancien entraîneur à Almería, Unai Emery, à Valence. En juin 2012, en fin de contrat, il rejoint son ex-coéquipier Vicente au club anglais de Brighton & Hove Albion.
Le 12 mai 2019, Bruno Saltor joue son dernier match avec Brighton & Hove Albion lors de la 38ème journée contre Manchester City. À l'issue de la saison 2018-2019, il annonce sa retraite. 

## Palmarès
- Segunda División B
  - Champion : 2004.

- Championship :
  - Vice-champion :  2017.

### Distinctions personnelles
- Membre de l'équipe type de Championship en 2016.